# جوزيف باتريك مور
جوزيف باتريك مور (بالإنجليزية: Joseph Patrick Moore)‏ هو موسيقي ومنتج أسطوانات وملحن أمريكي، ولد في 1 أكتوبر 1969 في نوكسفيل في الولايات المتحدة.

## وصلات خارجية
- الموقع الرسمي
- جوزيف باتريك مور على موقع IMDb (الإنجليزية)
- جوزيف باتريك مور على موقع ميوزك برينز (الإنجليزية)